# Roberto Ubaldini
Roberto Ubaldini (ur. w 1578 we Florencji, zm. 22 kwietnia 1635 w Rzymie) – włoski kardynał.

## Życiorys
Był synem Marca Antonia Ubaldiniego i Lucrezii della Gherardesca. Studiował nauki prawne w Perugii, a w Pizie uzyskał doktorat utroque iure. W latach 1595–1605 był kanonikiem katedry we Florencji, a w latach 1606–1607 w bazylice watykańskiej. Za krótkiego pontyfikatu Leona XI (kwiecień 1605), który był jego krewnym, stał na czele sekretariatu stanu.
20 sierpnia został mianowany nuncjuszem apostolskim we Francji. 1 października 1607 wybrano go biskupem Montepulciano, lecz sakrę przyjął dopiero 3 lutego 1608. 1 grudnia 1615 został kreowany kardynałem prezbiterem i otrzymał kościół tytularny S. Matteo in Merulana. 18 lutego 1621 został mianowany prefektem Kongregacji ds. Soboru Trydenckiego. Sprawował tę funkcję aż do śmierci, jednak z przerwą od maja 1623 do 1627. Był także członkiem Kongregacji ds. Biskupów i Zakonników, Kongregacji Konsystorialnej, Kongregacji Indeksu, Kongregacji Rozkrzewiania Wiary (utworzonej w 1622), Kongregacji ds. Ceremoniału (utworzonej w 1627) oraz Trybunału Apostolskiej Sygnatury Łaski
W 1623 zrezygnował z diecezji. W tym samym roku został mianowany legatem w Bolonii i pozostał tam do 1627. Od stycznia 1628 przez roczną kadencję był także kamerlingiem Kolegium Kardynałów.
Pod względem politycznym Ubaldini był przede wszystkim stronnikiem Wielkiego Księstwa Toskanii rządzonego przez jego dalekich krewnych Medyceuszy. Za pontyfikatu Pawła V był klientem rodu Borghese, jednak później poróżnił się z kardynałem Scipione Caffarelli-Borghese i podczas konklawe 1623 zaliczany był do stronników kardynała Ludovico Ludovisiego. Pobierał pensję zarówno od Hiszpanii, jak i od Francji. W 1632 poparł protest hiszpańskiego ambasadora Gaspara de Borja y Velasco przeciwko profrancuskiej polityce papieża Urbana VIII; wskutek tego popadł w niełaskę i nie odzyskał już nigdy swej pozycji w Kurii Rzymskiej.
Roberto Ubaldini zmarł w Rzymie w wieku 57 lat.